# Имељ
Имељ (слч. Imeľ, мађ. Ímely) насељено је мјесто са административним статусом сеоске општине (слч. obec) у округу Коморан, у Њитранском крају, Словачка Република.

## Становништво
| Година:    | 1994. | 2004.   | 2014.   | 2024.   |
| ---------- | ----- | ------- | ------- | ------- |
| Број људи: | 2276  | 2152    | 1960    | 1992    |
| Разлика:   |       | -5,44 % | -8,92 % | +1,63 % |

| Година:    | 2023. | 2024.   |
| ---------- | ----- | ------- |
| Број људи: | 1989  | 1992    |
| Разлика:   |       | +0,15 % |

Према подацима о броју становника из 2011. године насеље је имало 2.046 становника.